# Мальмор-дю-Конта
Мальмо́р-дю-Конта́ (фр. Malemort-du-Comtat) — коммуна во французском департаменте Воклюз региона Прованс — Альпы — Лазурный Берег. Относится к кантону Мормуарон.

## Географическое положение
Коммуна Мальмор-дю-Конта расположена в 29 км на северо-восток от Авиньона — префектуры департамента Воклюз. Соседние коммуны: Мормуарон на севере, Бловак и Метами на востоке, Венаск на юге, Сен-Дидье на юго-западе, Мазан на северо-западе.

### Гидрография
Коммуна стоит на реке Неск.

## Демография
Население коммуны на 2010 год составляло 1510 человек.
| 1962 | 1968 | 1975 | 1982 | 1990 | 1999 | 2010 |
| ---- | ---- | ---- | ---- | ---- | ---- | ---- |
| 733  | 746  | 706  | 814  | 985  | 1202 | 1510 |

## Достопримечательности

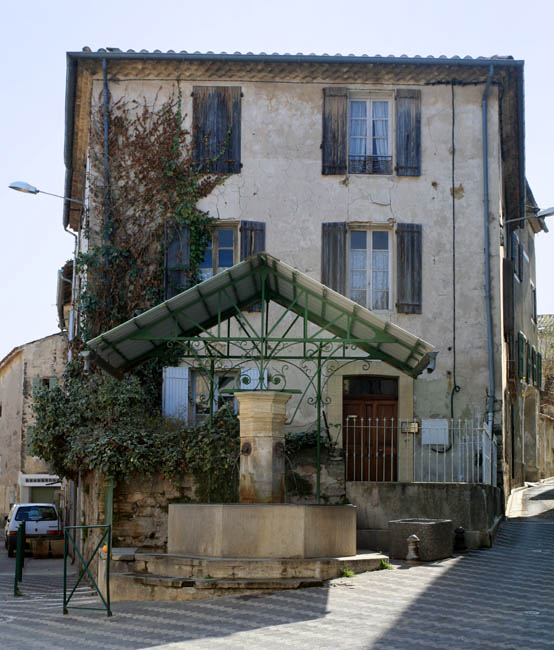
Фонтан Ла-Гран-Пор.

- Замок Сен-Феликс, бывшая резиденция епископа Карпантра.
- Фонтан Ла-Гран-Пор, памятник архитектуры.
- Старые ворота города.

## Известные уроженцы
- Феликс Гра (фр. Félix Gras, 1844—1901) — французский поэт.